# Deutsche Verkehrsfliegerschule
La Deutsche Verkehrsfliegerschule o DVS (Escuela Alemana de Aviación) fue una organización encubierta de entrenamiento militar que operó como academia de vuelo en Alemania. Empezó su actividad durante la República de Weimar en Staaken, Berlín en 1925 y su oficina central fue transferida en 1929 al aeródromo de Broitzem, cerca de Braunschweig.
El DVS era aparentemente una escuela voladora para pilotos comerciales, pero de facto se convirtió en una rama militar secreta que se encargaba de entrenar aviadores militares para la futura Luftwaffe. Estas instalaciones de entrenamiento crecieron en importancia en las etapas iniciales de la Alemania Nazi, mientras era camuflada como una organización civil inofensiva (Tarnorganisation). Al mismo tiempo se estaba llevando a cabo el programa de rearme alemán, violando así el Tratado de Versalles.
El 31 de mayo de 1945, tras la derrota alemana en la Segunda Guerra Mundial, el gobierno militar estadounidense emitió una ley especial que prohibía el Partido Nazi y todas sus ramas. Conocida como "Ley número cinco", este decreto de desnazificación disolvió la Deutsche Verkehrsfliegschule y sus instalaciones fueron tomadas por las fuerzas de ocupación.
Hoy en día existen algunas escuelas de vuelo en Alemania que operan bajo el mismo nombre en diferentes lugares del país. Todos estos fueron establecidos en los años de la posguerra.